# Lakkampatti
Lakkampatti é uma panchayat (vila) no distrito de Erode, no estado indiano de Tamil Nadu.

## Demografia
Segundo o censo de 2001,  Lakkampatti  tinha uma população de 11.057 habitantes. Os indivíduos do sexo masculino constituem 51% da população e os do sexo feminino 49%. Lakkampatti tem uma taxa de literacia de 62%, superior à média nacional de 59.5%: a literacia no sexo masculino é de 71% e no sexo feminino é de 53%. Em Lakkampatti, 9% da população está abaixo dos 6 anos de idade.